# 帝國服務勳章
帝國服務勳章（英語：Imperial Service Order），是英國一款民事勳章，由英國君主愛德華七世於1902年8月創立，專門授予大英帝國各公務員隊伍中，表現傑出但行將退休的政務及民事編制人員。一般而言，合資格的公務員須在政府供職滿25年，但在落後地區及環境惡劣地區任職的公務員，合資格的門檻可降低至16年。帝國服務勳章只設團員（Companion）一等，男女不拘，獲勳者可以在姓名後標示代表勳章的字眼。

## 勳章式樣
帝國服務勳章的式樣有男女之分，頒授予男性的勳章呈銀色八角尖星形，但頂上一角由一枚皇冠蓋住；勳章正中為一金色圓形獎章，上面鑄有在位君主的皇家記號（Royal Cypher），金章的外沿下方寫上「For Faithful Service」（為忠誠服務）的銘文。勳章繫於一條絲帶，絲帶由左至右垂直間成深紅色、藍色、深紅色三種闊度相同的顏色。
頒授予女性的帝國服務勳章，中心部份同樣由一面金色圓形獎章組成，但外部沒有八角尖星，而是由一組銀色的桂冠由下而上包圍金章，金章正上方亦有一面皇冠。女性勳章繫於一面領結之下，領結由一條絲帶結成，這條絲帶同樣由左至右以垂直間成深紅色、藍色、深紅色三種闊度相同的顏色。

## 帝國服務獎章

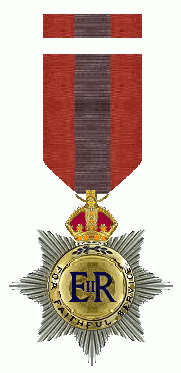
男士佩帶的勳章

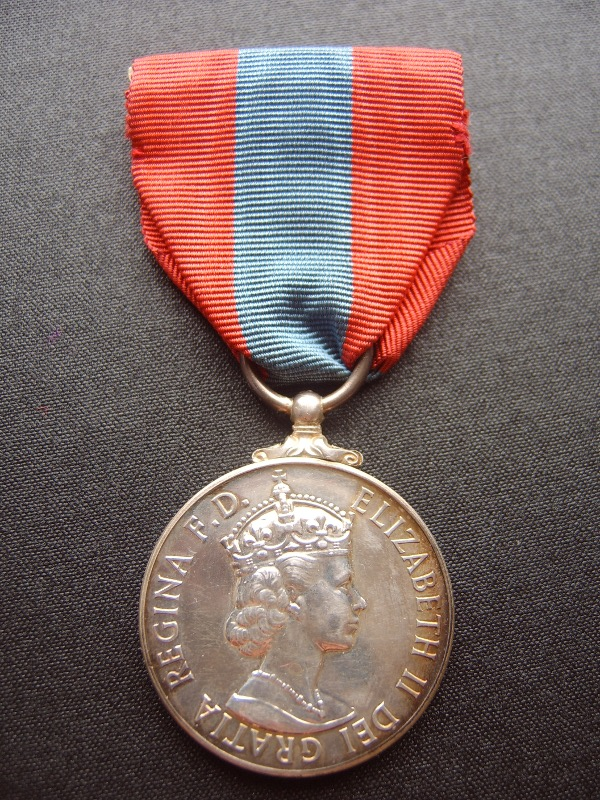
帝國服務獎章正面

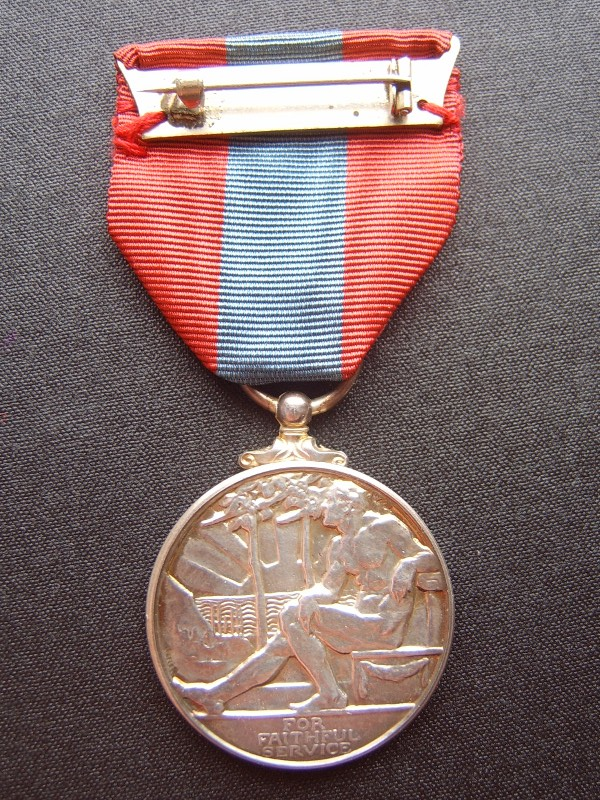
帝國服務獎章背面

帝國服務獎章（Imperial Service Medal），英文簡稱「ISM」。此獎章不同於帝國服務勳章，專門授予供職滿25年、且屆滿退休年齡的合資格非管理級公務員。此獎章是一款銀色圓章，正面刻有在位君主的側面肖像，背後刻有一名裸體男子在工作後休息的圖畫，並寫上「For Faithful Service」（為忠誠服務）的銘文。與帝國服務勳章一樣，頒授予男性的勳章會繫於絲帶、頒予女性勳章的則繫於領結，不論是絲帶抑或是領結，式樣均與帝國服務勳章的設計一樣。

## 1993年改革
英政府在1993年對英國授勳及嘉獎制度展開檢討，決定本土政府不再頒授帝國服務勳章，但仍然繼續頒授帝國服務獎章。在一眾殖民地和英聯邦國家之中，近年只有巴布亚新几内亚和库克群岛繼續頒授帝國服務勳章和獎章。

## 曾獲勳的華人
- 施祖祥，CBE，ISO，JP：香港政府前憲制事務司、公務員事務司
- 黃錢其濂，CBE，ISO，JP：港府前衛生福利司、立法局議員
- 張敏儀，ISO，JP：前廣播處處長
- 丘李賜恩，ISO，JP：港府前政府新聞處處長
- 李紹鴻教授，ISO，JP：港府前衛生署長
- 桂詩勤，ISO：港府前路政署署長
- 林保漢，ISO，前九廣鐵路局局長

## 外部連結
- 帝國服務勳章細部 （页面存档备份，存于）